# Antoni Gruszecki (skarbnik)
Antoni  Gruszecki (ur. 18 maja 1712, zm. 1791 w Krakowie) – superintendent ceł koronny, celnik koronny, skarbnik oświęcimsko-zatorski.

## Życiorys
Szlachcic herbu Lubicz, Wielmożny Pan.
W 1772 r. – skarbnik zatorski, subdelegat grodzki oświęcimski. W latach 1772–1787 – skarbnik Oświęcim. Celnik koronny i superintendent ceł koronnych.
W 1787 roku uczestniczył w przygotowaniach do przyjazdu króla Stanisława Poniatowskiego na zamek królewski w Krakowie, wraz z klucznikiem zamku królewskiego Wincentem Kowalskim. Przez nich zostało zakupione do przyjazdu króla między innymi: „stołków  drewnianych  ordynaryjnych 12 sztuk, stół w spiżarni z szufladami na leguminę 1 sztuka, galonu złotego wąskiego do tronu 31 łokci, frandzli szychowey do tronu 20 łokci, donic blaszanych 33 sztuki oraz urynałów szklanych białych 50 sztuk”.
Zmarł w 1791 r. Pochowany w klasztorze ojców Reformatów w Krakowie (ul. Reformacka 4).

## Małżeństwo
- Pierwsza żona (ślub 17 maja 1737) – Agnieszka Rusocka z d. Zakrzowskich[2]
- Drugą żona (ślub 17 stycznia 1772) – Zofia Józefa Stadnicka z d. Badeni, wdowa po podczaszym pomorskim, siostra szambelana i sędzi sejmu Stanisława Badeni. Świadkami na ślubie byli: Anastazy Garlicki (podwojewodzi sandecki), Maciej Bykowski (burgrabia łęczycki), i Jan Schmieden (podpułkownik koronny). Błogosławieństwo: Józef Hyczewski (archidyakon katedry krakowskiej)[3].